# Jorunn
Jorunn bzw. Jórunn oder Jorun ist ein skandinavischer weiblicher Vorname. Er leitet sich von den altnordischen Wörtern „Jór“ und „unna“ ab, den Wörtern für „Hengst“ und „lieben“. Er ist heute vor allem im Norwegischen, Färöischen und Isländischen verbreitet.

## Namensträger
- Jorun Askersrud-Tangen (1929–2012), norwegische Skilangläuferin und Leichtathletin
- Jorun Erdal (* 1963), norwegische Sängerin
- Jorunn Kjellsby (* 1944), norwegische Schauspielerin
- Jórunn Ragnarsdóttir (* 1957), isländische Architektin
- Jorunn Skåden (* 1953), norwegische Politikerin
- Jórunn skáldmær (wahrscheinlich 10. Jh.), altnordische Dichterin
- Jorun Solheim (* 1944), norwegische Sozialanthropologin
- Jorun Stiansen (* 1984), norwegische Sängerin
- Jorun Thørring (* 1955), norwegische Schriftstellerin